# Lepturoschema penardi
Lepturoschema penardi là một loài bọ cánh cứng trong họ Cerambycidae.